# If Beale Street Could Talk (film)
If Beale Street Could Talk is een Amerikaanse dramafilm uit 2018. De film werd geschreven en geregisseerd door Barry Jenkins en is een verfilming van de gelijknamige roman van auteur James Baldwin. De hoofdrollen worden vertolkt door KiKi Layne en Stephan James.

## Verhaal
De film speelt zich af in de jaren 1970. Tish Rivers is een zwangere vrouw uit Harlem die er alles aan doet om haar onterecht veroordeelde verloofde, Alonzo 'Fonny' Hunt, opnieuw vrij te krijgen.

## Rolverdeling
| Acteur            | Personage                |
| ----------------- | ------------------------ |
| KiKi Layne        | Clementine "Tish" Rivers |
| Stephan James     | Alonzo "Fonny" Hunt      |
| Regina King       | Sharon Rivers            |
| Colman Domingo    | Joseph Rivers            |
| Teyonah Parris    | Ernestine Rivers         |
| Michael Beach     | Frank Hunt               |
| Aunjanue Ellis    | Mrs. Hunt                |
| Ebony Obsidian    | Adrienne Hunt            |
| Dominique Thorne  | Sheila Hunt              |
| Diego Luna        | Pedrocito                |
| Finn Wittrock     | Hayward                  |
| Dave Franco       | Levy                     |
| Brian Tyree Henry | Daniel Carty             |
| Ed Skrein         | Officer Bell             |
| Pedro Pascal      | Pietro Alvarez           |
| Emily Rios        | Victoria Rogers          |

## Productie
In de zomer van 2013 trok beginnend filmmaker Barry Jenkins zich terug in Brussel, waar hij vervolgens in zes weken tijd het scenario voor zowel Moonlight (2016) als If Beale Street Could Talk, een adaptatie van de gelijknamige roman uit 1974 van auteur James Baldwin, schreef.
In juli 2017 werd aangekondigd dat hij If Beale Street Could Talk zelf zou verfilmen in dienst van Annapurna Pictures. Een maand later werd Stephan James gecast als het hoofdpersonage Fonny Hunt. In september 2017 werd Kiki Layne gecast als het hoofdpersonage Tish Rivers en werd ook Teyonah Parris aan het project toegevoegd.
De opnames gingen in oktober 2017 van start in New York. Diezelfde maanden werden Regina King, Colman Domingo, Brian Tyree Henry, Dave Franco en Ed Skrein aan de cast toegevoegd. In december 2017 raakte ook de casting van Pedro Pascal en Emily Rios bekend.
De film ging op 9 september 2018 in première op het internationaal filmfestival van Toronto.

## Prijzen en nominaties
| Jaar | Prijs                        | Categorie                   | Genomineerde(n)    | Uitslag     |
| ---- | ---------------------------- | --------------------------- | ------------------ | ----------- |
| 2018 | National Board of Review     | Top 10 films                | Top 10 films       | Gewonnen    |
| 2018 | National Board of Review     | Beste actrice in een bijrol | Regina King        | Gewonnen    |
| 2018 | National Board of Review     | Beste bewerkte scenario     | Barry Jenkins      | Gewonnen    |
| 2018 | New York Film Critics Circle | Beste actrice in een bijrol | Regina King        | Gewonnen    |
| 2019 | Golden Globes                | Beste film (drama)          | Beste film (drama) | Genomineerd |
| 2019 | Golden Globes                | Beste scenario              | Barry Jenkins      | Genomineerd |
| 2019 | Golden Globes                | Beste actrice in een bijrol | Regina King        | Gewonnen    |
| 2019 | Critics' Choice Awards       | Beste film                  | Beste film         | Genomineerd |
| 2019 | Critics' Choice Awards       | Beste bewerkte scenario     | Barry Jenkins      | Gewonnen    |
| 2019 | Critics' Choice Awards       | Beste actrice in een bijrol | Regina King        | Gewonnen    |
| 2019 | Critics' Choice Awards       | Beste camerawerk            | James Laxton       | Genomineerd |
| 2019 | Critics' Choice Awards       | Beste filmmuziek            | Nicholas Britell   | Genomineerd |
| 2019 | BAFTA Awards                 | Beste bewerkte scenario     | Barry Jenkins      | Genomineerd |
| 2019 | BAFTA Awards                 | Beste muziek                | Nicholas Britell   | Genomineerd |
| 2019 | Academy Awards               | Beste actrice in een bijrol | Regina King        | Gewonnen    |
| 2019 | Academy Awards               | Beste filmmuziek            | Nicholas Britell   | Genomineerd |
| 2019 | Academy Awards               | Beste bewerkte scenario     | Barry Jenkins      | Genomineerd |